# Antinomie
Une antinomie, qui vient du grec ancien « ἀντινομία » (« antinomía ») signifiant une « contradiction entre les lois », est un type de contradiction logique, dans lequel des déclarations mutuellement contradictoires sont tout aussi bien fondées et prouvées (dans le cas des systèmes formels). Elle ne doit pas être confondue avec l'antonymie (symétrie d'opposition entre deux termes contraires). 

## Dans la logique moderne, les mathématiques et la philosophie du langage
Les antinomies, dans ce contexte, sont des cas particuliers de paradoxes, provoquant immédiatement une contradiction fatale dans la structure logique où elles apparaissent.

### Distinction entre antinomies sémantiques et logiques
Communément, il y a une distinction entre les antinomies sémantique et les antinomies logiques. Les antinomies logiques sont les antinomies qui découlent de seules raisons logiques formelles. Les antinomies sémantiques sont des antinomies qui découlent de la sémantique des termes utilisés. Elles sont aussi appelées antinomies linguistiques ou grammaticales.

### Antinomies logiques
Parmi les exemples de ce type d'antinomie se trouvent :
- le paradoxe de Russell (antinomie de l'ensemble de tous les ensembles qui n'appartiennent pas à eux-mêmes, 1901/1903),
  - (liée au paradoxe du barbier),
- les paradoxes de Cantor (1897 et 1899, antinomie du plus grand cardinal),
- le paradoxe de Burali-Forti  (antinomie de l'ensemble des ordinaux, 1897).

Pour surmonter les antinomies logiques connues, la théorie de type a été introduite par Bertrand Russell. Elle est critiquée car bien qu'elle évite le paradoxe de Russell, elle ne surmonte pas le paradoxe d'Épiménide (l'antinomie du menteur) et celui de Grellings[réf. nécessaire]

### Antinomies sémantiques
Des exemples d'antinomies sémantiques sont :
- le paradoxe du menteur,
- le paradoxe de Grelling-Nelson.

Une des façons de résoudre les antinomies sémantiques est d'interdire l'auto-référence[réf. nécessaire] (cf. métalangage).
Des paradoxes comme ceux de Berry ou de Richard peuvent être considérés comme relevant des deux types à la fois[réf. nécessaire].

## Antinomies kantiennes
Les quatre antinomies kantiennes sont décrites dans la Critique de la raison pure.
1. la première antinomie porte sur la finitude ou non du Monde.
2. la deuxième porte sur l’existence ou non, d’une entité simple indivisible.
3. la troisième antinomie concerne l'existence ou non de la liberté.
4. la quatrième antinomie se rapporte à l'existence ou non de Dieu.

## Sources
- (de) Cet article est partiellement ou en totalité issu de l’article de Wikipédia en allemand intitulé « Antinomie » (voir la liste des auteurs).

## Compléments